# المركز القومي لبحوث المياه (مصر)
المركز القومي لبحوث المياه هو معهد أبحاث حكومي مصري يتبع وزارة الموارد المائية والري لإجراء وتطوير كلاً من البحوث النظرية والتطبيقية في مجال إدارة المياه في مصر. يمتلك المركز علماء ذات قدرات خاصة مواكبة للتقدم العلمي والتكنولوجي الهائل في السنوات الأخيرة. أنشئ مركز البحوث المائية بموجب قرار رئيس الجمهورية رقم 830 لسنة 1975 ثم تم إعادة تنظيم المركز ومعاهده بموجب قرار رئيس الجمهورية رقم 316 لسنة 1994 ودعمه بعدد من الوحدات البحثية ذات الطابع الخاص وإضافة معهداً بحثياً جديداً.

## التشريعات المنظمة
قرار رئيس الجمهورية رقم 830 لسنة 1975: بشأن إنشاء مركز البحوث المائية.
- قرار رئيس الجمهورية رقم 316 لسنة 1994: بإعادة تنظيم المركز القومي لبحوث المياه.[4]

## أهداف المركز
- دراسة الأسس والقواعد، وإجراء البحوث والدراسات اللازمة لوضع سياسات طويلة المدى في مجال توفير وتنمية مصادر المياه العذبة والمحافظة عليها من التلوث للوفاء باحتياجات البلاد.
- حل المشكلات العلمية والتطبيقية المتعلقة بالسياسة العامة للري والصرف
- الدراسة المائية المتصلة بنهر النيل والسد العالي.
- البحوث والدراسات الخاصة بتوسيع الرقعة الزراعية
- تقدير الموارد المائية بكافة مصادرها السطحية والجوفية واقتراح الطرق المثلى للاستخدام الأمثل لهذه الموارد.

## الجهات التابعة
- معهد بحوث الصرف
- معهد بحوث المياه الجوفية
- معهد البحوث البيئية والتغيرات المناخية
- معهد بحوث إدارة المياه وطرق الري
- معهد بحوث الموارد المائية
- معهد بحوث النيل
- معهد بحوث الهيدروليكا
- معهد بحوث صيانة القنوات المائية
- معهد بحوث الإنشاءات
- معهد بحوث الميكانيكا والكهرباء
- معهد بحوث المساحة
- معهد بحوث الشواطئ
- المعامل المركزية للرصد البيئى
- وحدة البحوث الاستراتيجية